# 哈羅德灣
69°12′S 157°45′E / 69.200°S 157.750°E
哈羅德灣是南極洲的海灣，位於奧次地，處於阿切角和威廉森半島之間，寬7公里，該海灣根據美國海軍的空中照片被繪入地圖，卡托格拉福夫島位於該海灣。